# カルヴァドス

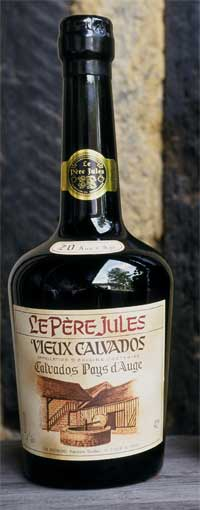
カルヴァドス

カルヴァドスもしくはカルバドス (calvados) は、フランスのノルマンディー地方で造られる、リンゴを原料とする蒸留酒である。なお、この地域以外で作られる同様の蒸留酒がカルヴァドスを名乗ることはできず、アップル・ブランデーと呼ばれ、区別される。
原料としてリンゴのほか、10 - 30% 程度のセイヨウナシを使用することが多い。

## 産地

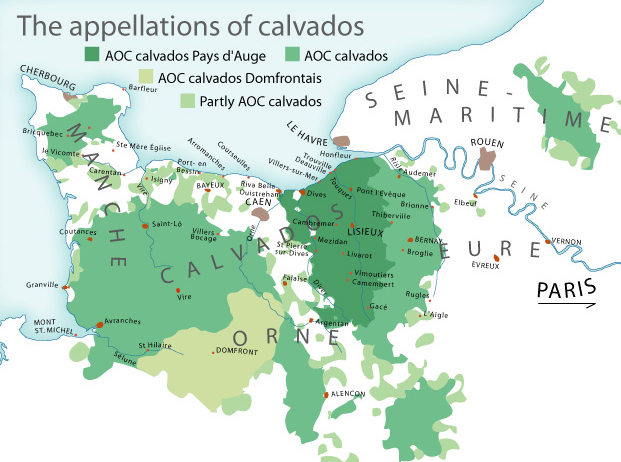
カルヴァドスAC

カルヴァドスは、AOC（原産地呼称規制）の対象である。「カルヴァドスAOC」 (Appelation Calvados contrôlée) 地区は、カルヴァドス、マンシュ (Manche) 、オルヌ (Orne) の各県の全域に加えて、ウール (Eure) 、マイエンヌ (Mayenne) 、サルト (Sarthe) とウール・エ・ロワール (Eure-et-Loire) の一部を含む。より限定された「カルヴァドス・ペイ・ドージュAOC」 (Appellation Calvados Pays d'Auge contrôlée) の地区は、カルヴァドス県の東端と、その幾つかの隣接地域に限られる。マンシュ（Manche）県の一部などを産地とする「カルヴァドス・ドンフロンテAOC」（Apellation Calvados Damfrontais contrôlée）もある。

## 製法
リンゴの実を絞って得られる果汁を発酵させてシードルを作り、これを蒸留したのち樽に詰めて熟成させることでカルヴァドスが作られる。セイヨウナシの果汁を発酵させたペリーが混ぜられることもある。用いられるリンゴは多くの品種があり、スイート、サワー、ビターの性質を持つ品種をブレンドして用いる。
AOCの規定では、果汁の抽出から蒸留までの期間はカルヴァドスAOCとカルヴァドス・ペイ・ドージュAOCでは21日以上、カルヴァドス・ドンフロンテAOCでは30日以上とすることが、それぞれ定められている。蒸留方法は、カルヴァドス・ペイ・ドージュAOCでは2回蒸留、カルヴァドス・ドンフロンテAOCでは多段階連続還流蒸留、カルヴァドスAOCはそのいずれかの方法をとることと定められている。蒸留の後はオーク樽に入れ、カルヴァドスAOCとカルヴァドス・ペイ・ドージュAOCでは24か月以上、カルヴァドス・ドンフロンテAOCでは3年以上熟成させる。

## その他
- ポム・プリゾニエール - カルヴァドスにリンゴ1個を丸のまま漬け込まれたものが販売されている。たいていは瓶の口よりも大きなリンゴで、春先から小さいリンゴに瓶をかぶせて成長させることで作り出す。このようなカルヴァドスを、「ポム・プリゾニエール (La Pomme Prisonnière)」（閉じ込められたリンゴ）と呼ぶ。
- ガトー・ノルマン - リンゴをカルヴァドスやラム酒などで風味をつけた後、生地に混ぜて焼く菓子。この手法を用いれば古くなったパンも菓子に再利用できるため、ノルマンディー地方で重用された。
- ロッテ（製菓メーカー）が秋冬限定で販売するチョコレートの名称。